# Държавно първенство по хокей на лед
Държавното първенство по хокей на лед е българският шампионат по хокей, в който се определя шампиона на страната. Първенството се състои от две групи А група и Б група или още наречена Балканска Хокейна Лига. В А група се състезават отборите на Славия, ЦСКА, Левски и ХК „НСА“ (София), ХК Ирбис, които са с професионален статут, а в Б група се състезават отборите на „Зимния“, „Червена звезда“, „Динамо“, „Спартак“ (София) и „Торпедо“, които са аматьори. През 2015 г. първенството не завършва поради финансови причини на някои клубове, а се определя от максималните точки от предишните срещи. През 2016 г. първенство се провежда само в един тур в системата всеки срещу всеки.

## История
Първите сведения за хокей на лед в България са от 1897 г. Но в България е имало още от векове подобен спорт който се е играел от два отбора с различен брой играчи като вместо шайба е имало лоено топче и пръчки като целта е била да се вкара топчето в предварително направена дупка в северозападна България е бил известен като „Св(у)инки“. На други места в България този детски спорт се е наричал различно и се е практикувал както зимно така и лятно време (Подобно на хокей на лед и хокей на трева).
Първият отбор в България се е сформирал под името „Атлетик“ през 1916 в същата година се сформира и втори отбор с име „Савата“.
На национално ниво първият мач на България е през 1942 срещу ЮгоСлавия, в който България побеждава с 4:2.
През 1928 г. се провежда първото първенство на България по хокей на лед спечелено от „Славия“ (Сф). Това състезание спира да съществува до 1948 г. След като първенството се преобразува и започва на ново в нова схема през 1953 г.
През 1952 г. се провежда и първият държавен шампионат по хокей на лед. Хокейни отбори е имало през годините от градове като Русе, Велико Търново, Габрово, Перник и др. Най-голямото постижение на българския национален отбор по хокей на лед е 3-то място в група C през 1967 г. и през 1976 г. участва на олимпиада в Инсбрук Австрия.

## Шампиони на България

### А група
```
1.1952 || „
Червено знаме
“ (1) || 2. „Ударник“ || 3. „Академик“ – Сф ||
2.1953 || „Ударник“ (1) || 2. „
Червено знаме
“|| 3. 
ЦДНА
 ||
3.1954 || „Ударник“ (2) || 2. „
Червено знаме
“|| 3. 
ЦДНА
 ||
4.1955 || „Торпедо“ – Сф (1) || 2. 
ЦДНА
 || 3. „
Червено знаме
“||
5.1956 || „
Червено знаме
“ (2) || 2. „Академик“ – Сф ||3. „Динамо“ – Сф ||
  1957 ||  не се провежда || 
6.1958 ||  „
Червено знаме
“ (3)|| 2. „Академик“ – Сф ||3. 
ЦДНА
 ||
7.1959 || „
Червено знаме
“ (4) || 2. МЗ „Ленин“ – Пк || 3. 
ЦДНА
 ||
8.1960 || „
Червено знаме
“ (5) || 2. 
ЦДНА
 || 3. МЗ „Ленин“ – Пк ||
9.1961 || „
Червено знаме
“ (6) || 2. 
ЦДНА
 || 3. „Дунав“ – Русе ||
10.1962 || „
Червено знаме
“ (7) || 2. 
ЦДНА
 || 3. „Академик“ – Сф ||
11.1963 || „
Червено знаме
“ (8) || 2. 
ЦДНА
 || 3. „Академик“ – Сф ||
12.1964 || 
ЦСКА
 „
Червено знаме
“ (1) || 2. „Металург“ – Пк || 3. ВИФ „Г.Димитров“| |
13.1965 || 
ЦСКА
 „
Червено знаме
“ (2) || 2. „Металург“-Пк || 3. ВИФ „Г.Димитров“ ||
14.1966 || 
ЦСКА
 „
Червено знаме
“ (3) || 2. „Металург“-Пк ||3. „
Левски
“ – Сф ||
15.1967 || 
ЦСКА
 „
Червено знаме
“ (4) || 2. „
Левски
“-Сф || 3. „Локомотив“ – Сф ||
16.1968 || „Металург“-Перник (1) || 2. 
ЦСКА
 „
Червено знаме
“ || 3. „
Левски
“ – Сф || 
17.1969 || 
Септемврийско знаме
  (5) ||2. „Кракра“ || 3. „Академик“ – Сф ||
18.1970 || „Кракра“ – Перник (2) || 2. 
Септемврийско знаме
  || 3. ЖСК „
Славия
“ ||
19.1971 || 
Септемврийско знаме
  (6) || 2. „
Левски-Спартак
“ || 3. „Кракра“ ||
20.1972 || 
Септемврийско знаме
  (7) ||2. „
Левски-Спартак
“ || 3. „Кракра“ ||
21.1973 || 
Септемврийско знаме
  (8) ||2. „Академик“ – Сф || 3. „
Левски-Спартак
“ ||
22.1974 || 
Септемврийско знаме
  (9) || 2. „
Левски-Спартак
“ || 3. „Миньор“ – Пк ||
23.1975 || 
Септемврийско знаме
  (10) || 2. „
Левски-Спартак
“ ||3. „Химик“ – Ст. Загора ||
24.1976 || „
Левски-Спартак
“ (1) || 2. „
Славия
“ ||3. 
Септемврийско знаме
  ||
1977 || шампион не е излъчен ||
25.1978 || „
Левски-Спартак
“ (2) || 2. 
Септемврийско знаме
  || 3. „
Славия
“ ||
26.1979 || „
Левски-Спартак
“ (3) || 2. „Металург“ – Пк || 3. „
Славия
“ ||
27.1980 || „
Левски-Спартак
“ (4) || 2. „
Славия
“ || 3. „Академик“-Сф ||
28.1981 || „
Левски-Спартак
“ (5) || 2. „
Славия
“ || 3. 
Септемврийско знаме
  ||
29.1982 || „
Левски-Спартак
“ (6) || 2. „
Славия
“ || 3. 
Септемврийско знаме
  ||
30.1983 || 
Септемврийско знаме
  (11) || 2. „
Левски-Спартак
“ || 3. „Академик“ – Сф ||
31.1984 || 
Септемврийско знаме
  (12) || 2. „
Левски-Спартак
“ || 3. „
Славия
“ ||
32.1985 || „
Славия
“ (3) || 2. „
Левски-Спартак
“ ||3. 
Септемврийско знаме
  ||
33.1986 || 
Септемврийско знаме
  (13) || 2. „
Левски-Спартак
“ || 3. „
Славия
“ ||
34.1987 || „
Славия
“ (4) || 2. 
Септемврийско знаме
  || 3. „
Левски-Спартак
“ ||
35.1988 || „
Славия
“ (5) || 2. 
Септемврийско знаме
  || 3. „
Левски-Спартак
“ ||
36.1989 || „
Левски-Спартак
“ (7) || 2. 
Септемврийско знаме
  || 3. „
Славия
“ ||
37.1990 || „
Левски-Спартак
“ (8) || 2. „
Славия
“ ||3. 
ЦСКА
 ||
38.1991 || „
Славия
“ (6) || 2. „
Левски-Спартак
“ ||3. 
ЦСКА
 ||
39.1992 || „
Левски-Спартак
“ (9) || 2. „
Славия
“ ||3. „Металург“ – Пк ||
40.1993 || „
Славия
“ (7) || 2. „
Левски
“ ||3. „Металург“ – Пк ||
41.1994 || „
Славия
“ (8) || 2. „
Левски
“ ||3. „Металург“ – Пк ||
42.1995 || „
Левски
“ (10) || 2. „
Славия
“ ||3. „Металург“ – Пк ||
43.1996 || „
Славия
“ (9) || 2. „
Левски
“ ||3. „Металург“ – Пк ||
44.1997 || „
Славия
“ (10) || 2. „Металург“ – Пк ||3. „
Левски
“ ||
45.1998 || „
Славия
“ (11) ||2. „Академик“ – Сф || 3. „
Левски
“ ||
46.1999 || „
Левски
“ (11) ||2. „
Славия
“ || 3. „Академик-Металург“ ||
47.2000 || „
Славия
“ (12) || 2. „
Левски
“ || 3. „Академик“ – Сф ||
48.2001 || „
Славия
“ (13) || 2. „
Левски
“ || 3. „Академик“ – Сф ||
49.2002 || „
Славия
“ (14) || 2. „
Левски
“ || 3. 
ЦСКА
 ||
50.2003 || „
Левски
“ (12) || 2. „
Славия
“ || 3. „Айсберг“ ||
51.2004 || „
Славия
“ (15) || 2. „
Левски
“ || 3. „Сините“ ||
52.2005 || „
Славия
“ (16) || 2. „
Левски
“ || 3. 
ЦСКА
 || Заб. – участват само тези 3 отбора
53.2006 || 
Академика
 (1) || 2. „
Славия
“ || 3. „
Левски
“ || Заб. – участват само тези 3 отбора
54.2007 || 
Академика
 (2) || 2. „
Левски
“ || 3. „
Славия
“ || Заб. – участват само тези 3 отбора
55.2008 || „
Славия
“ (17) || 2. 
ЦСКА
 || 3. „
Левски
“ ||
56.2009 || „
Славия
“ (18) || 2. 
ЦСКА
 || 3. „
Левски
“ ||
57.2010 || „
Славия
“ (19) || 2. 
ЦСКА
 || 3. „
Левски
“ ||
58.2011 || „
Славия
“ (20) || 2. 
ЦСКА
 || 3. „
Левски
“ || Заб. – участват само тези 3 отбора
59.2012 || „
Славия
“ (21) || 2. 
ЦСКА
 || 3. „
Левски
“ || Заб. – участват само тези 3 отбора
60.2013 || „
ЦСКА
“ (14) || 2. „НСА“ || 3. „
Славия
“
61.2014 || „
ЦСКА
“ (15) || 2. „
Славия
НСА“ || 3. НСА
62.2015 || „
ЦСКА
“ (16) || 2. „
Славия
“ || 3. НСА
63.2016 || Ирбис (1) || 2. НСА || 3. 
ЦСКА

64.2017 || Ирбис (2) || 2. „
Славия
“ || 3. НСА
65.2018 || Ирбис (3) || 2 НСА || 3. „
Славия
“
66.2019 || Ирбис (4) || 2. НСА || 3. „
Славия
“
67.2020 || Ирбис (5) || 2. НСА || 3. „
Славия
“
68.2021 || Ирбис (6) || 2 НСА || 3. 
ЦСКА
 
69.2022 || НСА (1) || 2 Ирбис || 3. 
ЦСКА
 
70.2023 || Ирбис (7) || 2 НСА || 3. 
ЦСКА
 
71.2024 || Ирбис (8) || 2 НСА || 3. 
ЦСКА

72.2025 || НСА(2)    || 2 
ЦСКА
|| 3.Ирбис
```

## Титли по отбори
| Titles | Team                                    | Year |
| ------ | --------------------------------------- | --- |
| 24     | ЦСКА ЦДНА София Червено знаме София     | 1952, 1956, 1957, 1959, 1960, 1961, 1962, 1963, 1964, 1965, 1966, 1967, 1969, 1971, 1972, 1973, 1974, 1975, 1983, 1984, 1986, 2013, 2014, 2015 |
| 21     | Славия ХК Ударник София (1951-1957)     | 1953, 1954, 1985, 1987, 1988, 1991, 1993, 1994, 1996, 1997, 1998, 2000, 2001, 2002, 2004, 2005, 2008, 2009, 2010, 2011, 2012                   |
| 13     | Левски Левски-Спартак София (1969-1990) | 1976, 1977, 1978, 1979, 1980, 1981, 1982, 1989, 1990, 1992, 1995, 1999, 2003                                                                   |
| 8      | Ирбис-Скейт София                       | 2016, 2017, 2018, 2019, 2020, 2021, 2023, 2024                                                                                                 |
| 2      | Академика                               | 2006, 2007 |
| 2      | ХК Металург Перник ХК Кракра Перник     | 1968, 1970 |
| 2      | НСА София                               | 2022,2025 |
| 1      | Торпедо София                           | 1955 |